# Огнян Стойков
Огнян Атанасов Стойков е български алпинист, изкачил връх Анапурна в Хималаите (1989 г.), загинал при опит да помогне на приятеля си Милен Метков да постигне същото.

## Биография
Роден е на 25 октомври 1960 г. в град Сандански, но само няколко седмици след това родителите му се местят в Петрич, където той израства.
Завършва начално и средно образование в Петрич. Следва икономика в София. Поради изявената си гражданска позиция относно военното положение в Полша, през 1982 г. той е изключен от университета. Завръща се в Петрич, където започва работа в завод „Беласица“. И там, пак заради смелото си гражданско поведение, е уволнен. Огнян обаче завежда дело и осъжда директора. Върнат е на работа и освен това, тъй като вече е приет за студент във Варна, става и стипендиант на завода.
Още от дете се увлича по планините, а по-късно завършва курс по алпинизъм в Централната планинска школа (ЦПШ) „Мальовица“. Катери по много маршрути в страната и е включен в националния отбор по алпинизъм, готвещ се за третата българска национална експедиция – „Анапурна-89“.
На 28 октомври 1989 г. в 11.30 часа Огнян Стойков заедно с Петър Панайотов и Людмил Янакиев осъществява първото българско изкачване на този осемхилядник. Атаката е предприета с участието и на Милен Метков, но той се връща поради измръзване на краката. На слизане изкачилите върха го срещат, тръгнал нагоре. Не успяват да го разубедят, въпреки късния час, и Огнян Стойков, за да не го остави сам, тръгва с него отново към върха (да го придружи или евентуално да го убеди в невъзможността за достигнето му). След час съобщава по радиостанцията, че са попаднали в непрогледна мъгла. Двамата изчезват безследно, предполага се подхлъзване или лавина.
Според хроникьора на алпинизма Сандю Бешев жест като този на Огнян Стойков е рядкост в световния алпинизъм; среща се само веднъж, когато Курт Димбергер изкачва Броуд пик, а след това се връща, за да придружи Херман Бул (9 юни 1957 г.).
На 28 октомври 2022 година на тържествено заседание на Общински съвет - Петрич Огнян Стойков, заедно с още шест видни петричани посмъртно е удостоен със званието Почетен гражданин на Петрич.